# Xã Walker, Quận Huntingdon, Pennsylvania
Xã Walker (tiếng Anh: Walker Township) là một xã thuộc quận Huntingdon, tiểu bang Pennsylvania, Hoa Kỳ. Năm 2010, dân số của xã này là 1.947 người.